# CCDC153
CCDC153 (англ. Coiled-coil domain containing 153) – білок, який кодується однойменним геном, розташованим у людей на 11-й хромосомі. Довжина поліпептидного ланцюга білка становить 210 амінокислот, а молекулярна маса — 23 858.
| 10         |  | 20         |  | 30         |  | 40         |  | 50         |
| ---------- |  | ---------- |  | ---------- |  | ---------- |  | ---------- |
| MPPKNKEKGK |  | KSGAQKKKKN |  | WGADVVAESR |  | HRLVVLEKEL |  | LRDHLALRRD |
| EARRAKASED |  | QLRQRLQGVE |  | AELEGARSEG |  | KAIYAEMSRQ |  | CHALQEDMQT |
| RSKQLEEEVK |  | GLRGQLEACQ |  | REAAAAREEA |  | EQALGERDQA |  | LAQLRAHMAD |
| MEAKYEEILH |  | DSLDRLLAKL |  | RAIKQQWDGA |  | ALRLHARHKE |  | QQRQFGLTPP |
| GSLRPPAPSL |  |            |  |            |  |            |  |            |

A: Аланін

C: Цистеїн

D: Аспарагінова кислота

E: Глутамінова кислота

F: Фенілаланін

G: Гліцин

H: Гістидин

I: Ізолейцин

K: Лізин

L: Лейцин

M: Метіонін

N: Аспарагін

P: Пролін

Q: Глутамін

R: Аргінін

S: Серин

T: Треонін

V: Валін

W: Триптофан

Задіяний у такому біологічному процесі, як альтернативний сплайсинг. 